# Вектигално право
Вектигално право (Ius in agro vectigali) било је римско стварно право обраде и искоришћавања земљишта у виду дугорочног закупа.
Вектигално право је трајало све док закупац плаћа закупнину над земљиштем, а закупац је за заштиту свог стварног права имао на располагању тужбу actio vectigalis. Вектигално право се помиње у Гајевим институцијама.